# Boiga schultzei
Espèce
Statut de conservation UICN

 LC  : Préoccupation mineure
Boiga schultzei est une espèce de serpents de la famille des Colubridae.

## Répartition
Cette espèce est endémique de l'île de Palawan, aux Philippines. Seuls deux spécimens en sont connus.

## Description

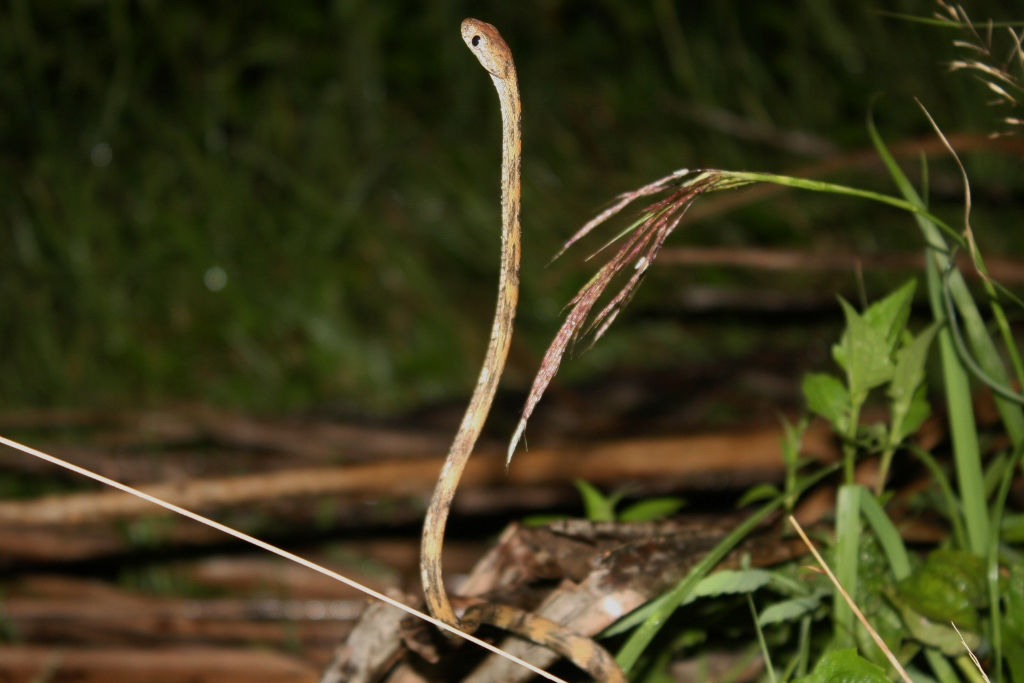

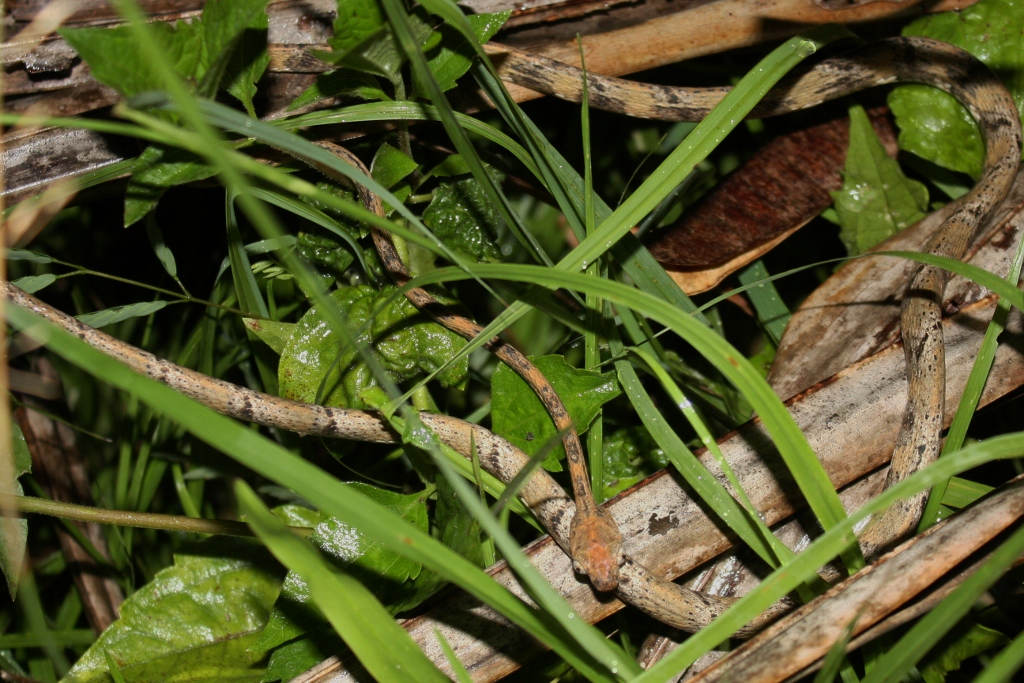

L'holotype de Boiga schultzei mesure 1 410 mm dont 370 mm pour la queue.

## Étymologie
Son nom d'espèce lui a été donné en l'honneur de W. Schultze, entomologiste.

## Publication originale
- Taylor, 1923 : Additions to the herpetological fauna of the Philippine Islands, III. Philippine Journal of Science, vol. 22, p. 515-557 (texte intégral).